# Adria
Adria és un municipi italià, situat a la regió del Vèneto i a la província de Rovigo. L'any 2004 tenia 20.669 habitants.

## Història
Hàdria (en grec antic Ἀδρία i en llatí Hădrĭa, æ) era una ciutat del Picè (Picenum), prop de la costa de la mar Adriàtica, entre els rius Vomanus i Matrinus. Segons l'Itinerari d'Antoní es trobava a 15 milles romanes de Castrum Novum, i a 14 de Teate.
Mazzochi li atribueix amb molta probabilitat un origen etrusc. Dionís el vell de Siracusa podria haver-hi establert una colònia grega cap a l'any 385 aC quan buscava estendre el seu domini cap a l'Hadriàtic, però l'única font és l'Etymologicum Magnum, que no és gaire fiable. La primera notícia certa és la creació d'una colònia romana el 282 aC, segons Titus Livi. Durant els primers temps de la colònia romana va encunyar monedes amb la llegenda HAT. El 217 aC a l'inici de la Segona Guerra Púnica, Hanníbal la va arrasar, però tot i aquesta calamitat va ser una de les divuit colònies romanes que el 209 aC van estar al costat de Roma encara contra Hanníbal, aportant homes i diners, diuen Titus Livi i Polibi. En temps d'August va rebre nous pobladors; al segle ii se la menciona com Colònia Aelia Hadria, probablement perquè va ser restaurada per l'emperador Hadrià, ja que la seva família era originària de la ciutat. El ager Adrianus, és a dir la comarca d'Adria, encara que va formar part del Picè, era un districte independent. A la desembocadura del Matrinus, que li feia de límit, hi havia la ciutat de Matrinum, que li feia de port. Adria era el punt d'unió entre la Via Salària i la Via Valèria, cosa que li va aportar un gran floriment.
Amb el cristianisme era seu d'un bisbat. Avui es diu Atri.

## Esports
Al municipi trobem el Circuit Internacional d'Adria dedicat a les curses de motor.

## Fills il·lustres
- Antonio Buzzolla (1815-1871) compositor musical.